# Szokszu állomás
Szokszu (Seoksu) állomás a szöuli metró 1-es vonalának állomása Kjonggi (Gyeonggi) tartomány Anjang (Anyang) városában.

## Viszonylatok
| 1-es vonal                                                        | 1-es vonal                              | 1-es vonal                                                            |
| ----------------------------------------------------------------- | --------------------------------------- | --------------------------------------------------------------------- |
| Kumcshon-ku cshong (Geumcheon-gu cheong) Szojoszan (Soyosan) felé | Kjongbu (Gyeongbu) szakasz személyvonat | Kvanak (Gwanak) Sincshang (Sinchang) és Szodongthan (Seodongtan) felé |
| Korail                                                            |                                         |                                                                       |
| Kumcshon-ku cshong (Geumcheon-gu cheong) Szöul felé               | Kjongbu (Gyeongbu) vonal                | Kvanak (Gwanak) Puszan (Busan) felé                                   |